# Jean-Patrick Lescarboura
Jean-Patrick Lescarboura (Monein, 19 gennaio 1961) è un dirigente sportivo, allenatore ed ex giocatore francese di rugby a 15.
Trascorse quasi tutta la carriera agonistica nel Dax del quale fu, una volta terminato di giocare, sia tecnico che presidente.
In nazionale ha disputato 29 incontri tra il 1982 e il 2000 con 200 punti marcati.

## Biografia
Cresciuto al SA Monein, club della sua cittadina nei Pirenei Atlantici, debuttò in prima squadra a 17 anni nella stessa stagione in cui, con la formazione giovanile, si aggiudicò il campionato provinciale 1979; al termine dell'annata passò al Dax con cui si mise presto in luce tanto da venir convocato, nel 1982, in nazionale maggiore nel corso del Cinque Nazioni di quell'anno.
Con la Francia prese parte a 4 edizioni del Cinque Nazioni vincendo quello del 1988.
In maglia blu Lescarboura realizzò 15 drop per un totale di 45 dei 200 punti internazionali complessivamente segnati, record nazionale.
Terminata l'attività da giocatore, nel 1997 fu per un biennio allenatore del Dax e, nel 2001, ne divenne presidente.
Tra il 2011 e il 2013 riprese il ruolo di allenatore dello stesso club, benché con il titolo formale di «consulente sportivo».